# کارتریج جوهرافشان

کارتریج جوهرافشان (به انگلیسی: Ink cartridge) منبع تأمین رنگ در چاپگرهای جوهرافشان است. چاپگرهای جوهرافشان به وسیلهٔ پاشیدن قطرات ریز جوهر روی یک صفحهٔ کاغذ از طریق منافذ ریزی که در هد وجود دارد، باعث به وجود آوردن تصاویر سیاه و سفید و رنگی می‌شود.

## رنگ‌ها
رنگ‌های اصلی در چاپگرهای جوهرافشان معمولاً به سه رنگ اصلی تقسیم می‌شود: cyan (فیروزه‌ای)، magenta (سرخابی) و yellow (زرد) که به همراه آن‌ها یک رنگ سیاه نیز وجود دارد که برای تولید تصویر با رنگ مشکی به کار می‌رود. البته تعدادی از چاپگرها ۶ رنگ هستند که رنگ‌های قرمز روشن و آبی روشن به آن‌ها افزوده شده‌است و باعث بهبود کیفیت و دقت بیشتر چاپ رنگی می‌شود.

## نمونه‌های قدیمی
بعضی از چاپگرهای جوهرافشان از ترکیب سه رنگ اصلی رنگ مشکی مرکبی به وجود می‌آورند که برای نوشتن متن چندان مناسب نیست و رنگ آن به صورت مشکی متمایل به سبز یا آبی می‌باشد. در انواع قدیم چاپگرهای جوهرافشان، کارتریج‌های سه رنگ اصلی به یکدیگر متصل بودند و در صورت تمام شدن یکی از رنگ‌ها کاربر مجبور به تعویض هر سه رنگ بود؛ ولی امروزه در چاپگرهای جوهرافشان این سه رنگ از یکدیگر جدا شده‌اند. اکثر چاپگرهای جوهرافشان از چهار رنگ اصلی تشکیل شده‌اند.
برای چاپ حرفه‌ای عکس به یک چاپگر با شش رنگ مجزا احتیاج است که علاوه بر سه رنگ اصلی و رنگ مشکی، دارای یک رنگ قرمز روشن و یک آبی روشن باشد که در ایجاد تصاویر با رنگ‌های طبیعی‌تر تأثیرگذار است.